# Balee Kuyun
Balee Kuyun is een bestuurslaag in het regentschap Bireuen van de provincie Atjeh, Indonesië. Balee Kuyun telt 239 inwoners (volkstelling 2010).